# Crenigomphus hartmanni
Crenigomphus hartmanni är en trollsländeart som först beskrevs av W. Foerster 1898.  Crenigomphus hartmanni ingår i släktet Crenigomphus och familjen flodtrollsländor. IUCN kategoriserar arten globalt som livskraftig. Inga underarter finns listade i Catalogue of Life.